# ایست رندولف (نیویورک)
ایست رندولف (به انگلیسی: East Randolph) یک منطقهٔ مسکونی در ایالات متحده آمریکا است که در شهرستان کاتاراگوس، نیویورک واقع شده‌است. ایست رندولف ۲٫۸ کیلومتر مربع مساحت و ۶۲۰ نفر جمعیت دارد و ۴۰۴ متر بالاتر از سطح دریا واقع شده‌است.